# Шверінський собор
Кафедральний собор Святої Марії та Святого Іоанна (нім. Der Schweriner Dom St. Marien und St. Johannis) — лютеранський собор у місті Шверіні (Мекленбург-Передня Померанія).
Собор, тринефна базиліка, збудований у 1260—1416 роки. Відомо, що у 1228 році на його місці було освячено романську церкву, закладену ще 9 вересня 1171 року, і від якої зберігся парадний портал у південного бокового нефа. За своїми розмірами він вважається одним із найбільших будівель, збудованих у стилі цегляної готики. За довжиною свого головного нефа, яка дорівнює 100 м, собор вважається найбільшою церквою ганзейського періоду на Балтиці. Висота його вежі, побудованої лише у 1889—1892 роках за проєктом Георга Даніеля, становить 117,5 м. Сучасний вид собор набув лише 1980-х років. Поруч із собором розташовані Ринкова площа та штучне озеро Пфаффентайх.
У храмі міститься бронзова епітафія герцогині Єлені, відлита в нюрнберзькій майстерні Петера Фішера в 1527 році.